# Petar Berislavić
Petar Berislavić (mađ. Beriszló; Trogir, 1475. – Korenice, 20. svibnja 1520.) bio je hrvatski ban, vesprimski biskup, kardinal i vojskovođa iz roda Berislavića Trogirskih.
Istaknuo se u borbama s Osmanlijama, porazivši ih s hrvatskim velikašima Nikolom III. Zrinskim, Mihovilom Frankapanom Slunjskim, Ivanom Karlovićem i Franjom Berislavićem kod Dubice 1513. i 1520. na Plješivici, bitci u kojoj je i poginuo. Više godina uspješno je odolijevao turskim napadima na Jajce. Na ugarskom, hrvatskom, papinskom i mletačkom dvoru zalagao se za dodjelu novčanih sredstava i materijalne pomoći za obranu Hrvatskoga Kraljevstva, koju mu je udijelio samo papa Lav X.

## Životopis
Berislavić je rođen 1475. godine u Trogiru. Kao mladić odlazi u Ugarsku zbog nezadovoljstva životom u gradu kojim su vladali Mlečani. U Trogiru je započeo kleričko obrazovanje, koje nastavlja u Ugarskoj. Mladu misu proslavio je u rodnom Trogiru te se opet vraća u Ugarsku, u kaločku nadbiskupiju. Kaločki ga nadbiskup imenuje kanonikom. Godine 1500. zajedno s tajnikom kaločkog nadbiskupa Petra odlazi u Rim. Tamo je zagovarao nadbiskupovu kandidaturu za kardinalsku čast.
Godine 1502. imenovan je prepozitom crkve sv. Lovre u Pečuhu, a od 1503. kraljev je tajnik. Dana 14. veljače 1504. kralj Vladislav II. sklapa savez s Mlečanima za obranu od Turaka. Kako su Mlečani bili u sukobu s papom, Berislavić je u Veneciji posredovao na uspostavi mira. Kasnije je bio imenovan prepozitom crkve u Stolnom Biogradu. Za vrijeme djelovanja Cambraiske lige protiv Mlečana, na saboru u Stolnom Biogradu (1510.) isticao je kako bi zbog neraspoloženja mjesnoga pučanstva prema Mletačkoj Republici on sam mogao s malim brojem vojnika zauzeti Dalmaciju.
Godine 1512. imenovan je vesprimskim biskupom. Usporedno je imenovan kraljevim rizničarem, a od 1513. bio je hrvatsko-dalmatinsko-slavonski ban. Berislavić se pozabavio obranom hrvatskih područja od turskih napada. U više mu je navrata pomagao papa Lav X., obkrbljujući ga hranom, oružjem i novcem. Kod Dubice Berislavić, s Nikolom Zrinskim, Mihovilom Frankapanom Slunjskim, Ivanom Karlovićem i jajačkim banom Franjom Berislavićem, odnosi veliku pobjedu nad Turcima. Kralj ga za nagradu imenuje vranskim priorom i županom dubičkim. Doznavši za pobjedu kod Dubice, papa Lav X. šalje mu blagoslovljeni mač i kalpak.
Više je puta zalagao dijelove priorata za obranu Hrvatske. Potkraj 1514. godine obratio se za pomoć Dubrovniku, tražeći da isplatu trogodišnjega tributa od 1500 dukata što su ga bili dužni davati ugarsko-hrvatskom kralju. Od pape je više puta dobijao pomoć u žitu, streljivu i novcu. Berislavić je također poslao svojega poslanika Tomu Nigera na papinski i carski dvor.
U zimu 1518. godine uspio je s oko 4000 konjanika i 6000 pješaka prodrijeti u Bosnu te opskrbiti Jajce. Isto će ponoviti 1519. godine. Krajem 1519. ponovno šalje Tomu Nigera, s papinom preporukom caru Karlu V. u Bruxelles. Kada je preko Bihaća krenuo u pomoć Drežniku dočuo je kako se jedan turski odred sklonio u Vražju goru. Uspijeva unišiti taj odred, ali zaostavši za glavninom vojske, pogiba u borbi s turskom zasjedom.
Stradao je 20. svibnja 1520. u sukobu s Turcima. Mrtvo su mu tijelo odnijeli u Bihać, a zatim, po nalogu Petrova ujaka biskupa Ivana Statilea, u Vesprim, gdje ga pokopaše kraj ostalih vesprimskih biskupa.

## Počasti
- Na stogodišnjicu smrti, Ivan Tomko Mrnavić objavio je u Mletcima njegov životopis.[3]
- Reljef s likom Berislavića izradio je Ivan Meštrović za gradsku ložu u Trogiru.[3]

### Članci
- Peričić, Eduard. 1971. Ban Petar Berislavić. Crkva u svijetu. Sveučilište u Splitu - Katolički bogoslovni fakultet. Split. 6 (3): 258–266
- Redakcija. 1983. Berislavić, Petar. Hrvatski biografski leksikon. Zagreb.  journal zahtijeva |journal= (pomoć)

## Vanjske poveznice
Ostali projekti
|  | Zajednički poslužitelj ima još gradiva o temi Petar Berislavić                   |
|  | Wikizvor ima izvorni tekst Povijest Hrvatske I. (R. Horvat)/Ban Petar Berislavić |
|  | Wikicitati imaju zbirke citata o temi Petar Berislavić                           |

| prethodnik Emerik Perényi | Hrvatski ban 1513.-1520. | nasljednik Ivan Karlović |